# الذراع (المخادر)

تعديل مصدري - تعديل

الذراع محلة تابعة لقرية نجد ساهب، التابعة لعزلة بني سرحة بمديرية المخادر إحدى مديريات محافظة إب في الجمهورية اليمنية، بلغ تعداد سكانها 56 حسب تعداد اليمن لعام 2004.